# غل بلاغ (سياه منصور)
غل بلاغ (بالفارسية: گل بلاغ) هي قرية تقع في إيران في قسم سیاه منصور الريفي. يقدر عدد سكانها بـ 177 نسمة .